# Lijst van lokale omroepen in Brussel
Dit is een lijst van lokale omroepen van de gemeente Brussel in België.
| Stichting              | Naam       | Opgericht         | Opgeheven     |
| BX1                    | BX1        | 4 oktober 1984    | -             |
| TV Brussel             | TV Brussel | 15 september 1993 | 11 maart 2015 |
| FM Brussel             | FM Brussel | 15 october 1997   | 11 march 2015 |
| Vlaams-Brusselse Media | BRUZZ      | 10 maart 2014     | -             |
|                        | Radio Spes |                   | -             |
|                        | XL Air     |                   | -             |